# Kranéa (ort i Grekland)
Kranéa är en ort i Grekland.   Den ligger i prefekturen Nomós Prevézis och regionen Epirus, i den centrala delen av landet, 290 km nordväst om huvudstaden Aten. Kranéa ligger 477 meter över havet och antalet invånare är 676.
Terrängen runt Kranéa är kuperad åt sydväst, men åt nordost är den bergig. Runt Kranéa är det ganska glesbefolkat, med 26 invånare per kvadratkilometer. Närmaste större samhälle är Loúros, 9,0 km söder om Kranéa. == Kommentarer ==
1. ↑  Framräknat ur variansen i alla höjduppgifter (DEM 3") från Viewfinder Panoramas, inom 10 km radie.[2] Mer om algoritmen finns här: Användare:Lsjbot/Algoritmer.